# Najm Allal
Najm Allal (en árabe: الناجم علال‎, nacido en 1966) es un cantante, guitarrista y compositor saharaui en español y árabe. 

## Biografía
Nació en una familia nómada en el Ued Hawa, cerca de Smara (Sahara español) en 1966. Todos sus hermanos y hermanas hacen poesía, y él y su hermano Mohamed Lamin eran músicos. Su padre trabajaba en una empresa española que construyó una carretera en la zona. 
En 1975, huyó con toda su familia a Tifariti, luego a Mahbes y finalmente a Tinduf. Al año siguiente comenzó la escuela en los campos de refugiados saharauis. Siguió su educación secundaria en escuelas secundarias argelinas. Cuando terminó sus estudios, tuvo que realizar servicio militar, donde aprendió a tocar el acordeón y la guitarra acústica. Posteriormente se unió al Frente Polisario en 1986, como parte de la banda militar saharaui. En 1990 fue destinado a la primera línea, donde compuso su primer éxito y una de sus canciones más conocidas, Viva el POLISARIO, donde describe la conquista de una posición de Marruecos. 
En 1997, fue trasladado de regreso a Tinduf, donde, tras dejar el ejército, se unió a la agrupación musical de la población de El Aaiún en los campos de refugiados saharauis. Ese año intervino en el álbum Sáhara tierra mía, que contiene Viva el POLISARIO y Canta conmigo, sus dos composiciones más populares. En 1998 giró por Europa junto a la banda Leyoad y en 2002 intervino en el álbum Mariem Hassan con Leyoad. De 2003 data su álbum en solitario Nar (fuego) en árabe, y en un estilo similar a los grupos de blues de Mali.  
Es considerado uno de los innovadores de la música tradicional del Sáhara Occidental, el haul y algunas de sus letras son de temática política con relación al conflicto del Sahara Occidental.

## Discografía

### Álbumes de estudio
- 2003 Nar

### Presentado en
- 1998 Sáhara tierra mía (CD 2 de Sahrauis: La música del Sáhara Occidental)
- 2002 Mariem Hassan con Leyoad
- 2004 Medej - Cantos antiguos saharauis
- 2007 Hugo Westerdahl - Sáhara Occidental